# Симонянц, Липарит Еносович
Липарит Еносович Симонянц (5 августа 1915, Бюракан, Кавказское наместничество — 26 мая 1999, Москва) — советский учёный, доктор технических наук, заведующий кафедрой прикладной механики Грозненского нефтяного института (ГНИ), почётный работник газовой промышленности СССР, Заслуженный деятель науки и техники РСФСР и Чечено-Ингушской АССР, ветеран Великой Отечественной войны.

## Биография
В 1937 году окончил нефтяной техникум в Грозном, а через пять лет — Грозненский нефтяной институт. По окончании института ушёл на фронт. В 1944 году стал начальником лаборатории Грозненского нефтяного научно-исследовательского института. Находился на этой должности до 1949 года. В 1947 году защитил кандидатскую диссертацию в Азербайджанском институте нефти и промышленности. В 1949 году стал заведующим кафедрой прикладной механики Грозненского нефтяного института. В 1965 году защитил докторскую диссертацию в институте имени Губкина.
С 1952 по 1989 годы Симонянц заведовал кафедрой машин и оборудования нефтяных и газовых промыслов. За эти годы кафедра подготовила 3900 специалистов, а 20 человек под руководством Симонянца защитили кандидатские диссертации. В 1952—1963 годах работал проректором ГНИ по учебной работе. Симонянц является автором 10 изобретений и 250 научных трудов.

## Семья
Сын Сергей — доктор технических наук, профессор, специалист в области бурового оборудования.

## Награды и звания
- Три медали;
- Доктор технических наук (1965);
- Профессор;
- Заслуженный деятель науки и техники РСФСР;
- Заслуженный деятель науки и техники Чечено-Ингушской АССР;
- Орден Дружбы народов (1981);
- Почётный нефтяник СССР;
- Почётный работник газовой промышленности СССР.